# Chuột OVX
Chuột OVX (viết tắt của Ovariectomized rat tức là một con chuột bị rút trứng) là một con chuột cái có buồng trứng được cắt bỏ và được dùng là sinh vật mô hình cho những nghiên cứu về các bệnh tật. Hiện nay không có mô hình động vật đơn lẻ nào đại diện cho các giai đoạn của chứng loãng xương ở người mặc dù có một số động vật tương đối gần và có thể được sử dụng cho mục đích so sánh. Cả hai động vật nhỏ và động vật lớn được sử dụng tùy thuộc vào những khía cạnh của điều kiện loãng xương đang được nghiên cứu. Những động vật này bao gồm chuột, thỏ và cừu.

## Lợi thế
Trong số các sinh vật mô hình này, mô hình chuột rút trứng vẫn là lựa chọn phổ biến nhất vì nó đã được chứng minh là đại diện cho các đặc điểm lâm sàng quan trọng nhất của sự thiếu xương do suy giảm estrogen (hoặc sau mãn kinh) ở người lớn, đặc biệt là trong giai đoạn đầu chứng loãng xương. Những yếu tố này bao gồm: tăng tỷ lệ xương quay với sự hồi phục vượt quá hình thành; giai đoạn đầu của sự mất xương nhanh chóng theo sau bởi một giai đoạn chậm hơn; mất nhiều xương thắt lưng hơn xương vỏ; giảm hấp thu calci đường ruột; một số bảo vệ chống lại mất xương do béo phì; và phản ứng khớp xương tương tự với liệu pháp estrogen, tamoxifen, bisphosphonates, hormon cận giáp, calcitonin và tập thể dục.
Nó cũng cung cấp những lợi thế nhất định so với các động vật mô hình như là động vật thí nghiệm khác như thỏ và cừu vì chúng có những lợi thế nhất định mà hai loài thỏ và cừu không có. Chúng bao gồm khả năng sử dụng chụp cắt lớp vi tính ngoại vi ngoại vi (pQmicro-CT) trong vivo micro-CT để thực hiện các phân tích trong cơ thể, hiệu quả, chi phí rẻ, và dễ dàng xử lý và có sẵn nhà ở. Do những cân nhắc này, mô hình chuột rút trứng OVX được sử dụng rộng rãi cho các nghiên cứu liên quan đến dự phòng và điều trị loãng xương nói chung cũng như các nghiên cứu liên quan đến chữa bệnh gãy xương loãng xương.